# Patty L'Abbate
Pasqua L'Abbate, detta Patty (Polignano a Mare, 2 maggio 1966), è una politica italiana.

## Biografia
Nata e residente in Polignano a Mare, in provincia di Bari, è sposata ed ha due figlie.
Laureata in economia aziendale e in economia ambientale presso l'Università degli Studi di Bari Aldo Moro, nel 2009 si iscrive alla specialistica in Sviluppo e Gestione Sostenibile del Territorio presso l'Università di Pisa e si laurea con una tesi in Economia Ecologica sull'analisi Input/output e la contabilità ambientale.
Nel 2013 è "visiting researcher" presso il CML Leiden, l'isitituto di scienze ambientali della facoltà di scienze dell'Università di Leida nei Paesi Bassi.
Nel 2015 consegue un dottorato di ricerca in Economia e Management delle risorse naturali presso la Libera Università Mediterranea Jean Monnet, ateneo privato di Casamassima.
È stata cultrice della materia presso il Politecnico di Bari in miglioramento continuo dei processi sostenibili e in politica economica presso il dipartimento di Scienze politiche dell'Università di Bari.

### Attività politica
Nel 2018 viene candidata con il Movimento 5 Stelle alle elezioni politiche del 4 marzo 2018, risultando eletta al Senato della Repubblica nel collegio uninominale di Monopoli – Brindisi con il 43,47 % dei voti.
Alle elezioni politiche anticipate del 2022 viene eletta alla Camera nel collegio plurinominale Puglia - 03.

#### Incarichi e uffici ricoperti
- dal 21 giugno 2018 membro della 13ª commissione permanente (territorio, ambiente, beni ambientali).[5]
- dal 17 luglio 2018 membro della commissione parlamentare per l’indirizzo generale e la vigilanza dei servizi radiotelevisivi.[6]
- dal 25 settembre 2018 membro della delegazione parlamentare italiana presso l'assemblea parlamentare dell'iniziativa centro Europea.[7]
- Il 27 novembre 2018 è stata nominata Presidente della Sezione Bilaterale di Amicizia Italia-Svezia.
- Il 3 marzo 2021 è stata nominata capogruppo del Movimento 5 Stelle nella 13ª Commissione permanente (Territorio, ambiente, beni ambientali) del Senato.

Ha una quota del 31% di Apulia Tessuti di Conversano, piccola società che opera nella produzione di tessuti in fibre naturali e sintetiche.

## Divulgazione scientifica
- Una nuova economia ecologica -oltre il Covid-19 e i cambiamenti climatici-, Edizioni Ambiente, luglio 2020, con le prefazioni di Tommaso Luzzati e Catia Bastioli.
- Green Accounting and management for Sustainable Manufacturing, Edizioni Ambiente, aprile 2020